# 陶戴明

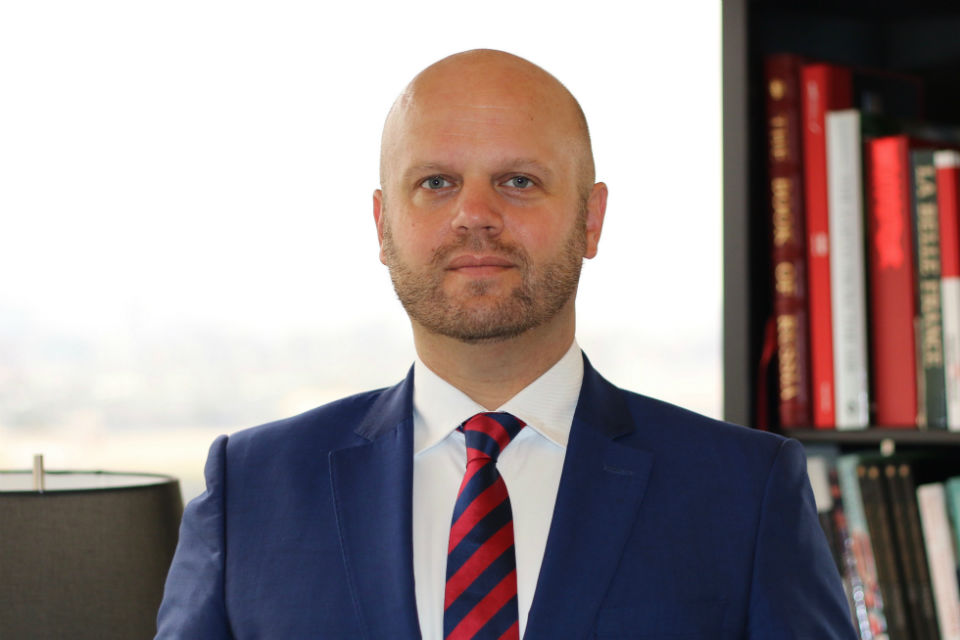
陶戴明

陶戴明（英語：Damion Andrew Potter），英國公共關係主管、前英國外交部外交官，2017年至2021年間擔任英國駐巴拿馬大使，此前曾任英國在台辦事處代理代表及副代表[註1]、英國貿易投資總署駐台灣區長、駐俄羅斯區長等職。為華威大學歷史與法語文學士、現代史碩士。2024年7月起，陶戴明加入博雅公關公司擔任公共關係全球主席。